# Nordic-American Psalmodikonforbundet
Nordic-American Psalmodikonforbundet är en musikförening i USA som bildades 1997 av Beatrice Hole. Förening har som uppgift att främja musikinstrumentet psalmodikon.

## Årsmöten och spelträffar
| År   | Plats                    | Övrigt                                                                            |
| ---- | ------------------------ | --------------------------------------------------------------------------------- |
| 1997 | Minneapolis, Minnesota   | Mötet hölls den 13-14 september i Norwegian Lutheran Memorial Church.             |
| 1998 | Granite Falls, Minnesota | [ 5 ]                                                                             |
| 1999 | Decorah                  |                                                                                   |
| 2000 | Eden Prairie, Minnesota  |                                                                                   |
| 2001 |                          |                                                                                   |
| 2002 |                          |                                                                                   |
| 2003 |                          |                                                                                   |
| 2004 |                          |                                                                                   |
| 2005 |                          |                                                                                   |
| 2006 |                          |                                                                                   |
| 2007 |                          |                                                                                   |
| 2008 | Osceola, Wisconsin       | Mötesdeltagarna medverkade på en gudstjänst i West Immanuel Lutheran Church.      |
| 2009 | Hudson, Wisconsin        | Mötesdeltagarna medverkade på en gudstjänst i Mount Zion Lutheran Church.         |
| 2010 | Eden Prairie, Minnesota  | Mötesdeltagarna medverkade på en gudstjänst i Norwegian Lutheran Memorial Church. |
| 2011 |                          |                                                                                   |
| 2012 | Hudson, Wisconsin        | Mötesdeltagarna medverkade på en gudstjänst i Mount Zion Lutheran Church.         |
| 2013 | Hudson, Wisconsin        | Mötesdeltagarna medverkade på en gudstjänst i Mount Zion Lutheran Church.         |
| 2014 |                          |                                                                                   |
| 2015 | Hudson, Wisconsin        | Mötesdeltagarna medverkade på en gudstjänst i Mount Zion Lutheran Church.         |
| 2016 | Sverige                  | Mötesdeltagarna medverkade på en gudstjänst i Östervåla kyrka.                    |